# 4-й гусарський полк (Австро-Угорщина)
4-ий гусарський полк — полк цісарсько-королівської кавалерії Австро-Угорщини.
Повна назва: K.u.k. Husaren-Regiment «Arthur Herzog von Connaught und Strathearn» Nr. 4

Дата утворення — 1734 рік.

Почесний шеф — Артур Вільям Патрик Альберт, син королеви Вікторії.

## Склад полку
Набір рекрутів
Національний склад полку (липень 1914) — 71 % угорців та 29 % інших.
Мови полку (липень 1914) — угорська.

## Інформація про дислокацію

### Перша світова
- 1914 рік (місце розташування з 1908 року) — Штаб, 4-й і 6-й ескадрони у місті Себеш, І-й дивізіон (всі 3 ескадрони) у Сібіу, а 5-й ескадрон у Надьдісньод?[4] .
.
- 1914 — входить до складу VII корпусу, 1 кавалерійської дивізії, 12 Бригада кавалерії

## Командири полку
- 1859: Теодор фон Шльойсніг[5]
- 1865: Хайнріх Людвіг Ґонтард[6]
- 1879: Венцель Бенешовський[7]
- 1908: Артур Сонта[8]
- 1914: Ґотхард Янкі фон Бюле[9]